# Poeciliopsis lucida
Poeciliopsis lucida, tên thông thường là clearfin livebearer, là một loài cá nước ngọt thuộc chi Poeciliopsis trong họ Cá khổng tước. Loài này được mô tả lần đầu tiên vào năm 1960.

## Từ nguyên
Trong tiếng Latinh, từ lucida trong danh pháp của loài cá này có nghĩa là "sáng trong, rõ ràng", ám chỉ đến vây lưng và vây hậu môn trong suốt của chúng.

## Phạm vi phân bố và môi trường sống
P. lucida có phạm vi phân bố ở Bắc Mỹ. Đây là một loài đặc hữu của Mexico, được tìm thấy từ lưu vực sông Fuerte (bang Sonora) về phía nam đến lưu vực sông Macorito (bang Sinaloa). Tuy nhiên, P. lucida lại không được tìm thấy ở thượng nguồn các con sông này.
P. lucida ưa sống trong các vùng nước lặng ở các dòng suối nhỏ và các sông nước đọng, nơi có đáy là bùn cát, đá sỏi hoặc thảm cỏ rong.

## Sinh thái học
Các nhà ngư học đã tiến hành những thí nghiệm ghép đôi các cá thể P. lucida là anh chị em với nhau vào thập niên 1960. Kết quả cho thấy, thế hệ con cháu của chúng lại không bị ảnh hưởng bởi sự suy thoái do giao phối cận huyết.
Poeciliopsis monacha, một loài họ hàng với P. lucida, được tìm thấy ở các con sông thuộc Tây Bắc Mexico (Fuerte, Sinaloa và Mocorito), đi về phía hạ lưu là nơi sinh sống của P. lucida, và tại đây hai loài này lai tạp với nhau. Tuy nhiên, những cá thể đực thống trị của loài P. lucida lại có xu hướng giao phối với những cá thể cái đồng loại, còn những con cá đực cấp dưới sẽ có xu hướng giao phối với cá cái của loài P. monacha. Con lai của P. monacha và P. lucida được gọi là P. monacha-lucida (Schultz, 1969), và được quan sát ở khắp vùng hạ lưu của sông Fuerte, Sinaloa và Mocorito.
Khi một cá thể P. lucida đực giao phối với một cá thể P. monacha cái, con lai sinh ra mang thể lưỡng bội và tất cả đều là cá cái. Tính trạng toàn cái như vậy là kết quả của quá trình phối sinh (hybridogenesis), một phương thức sinh sản ở các loài là con lai (thường là con cái). Và nếu một con P. lucida đực giao phối với những con cá cái này (tức con lai P. monacha-lucida), con lai sinh ra cũng đều là cá cái nhưng lại mang thể tam bội. Các cá thể tam bội sinh sản bằng hình thức mẫu sinh (gynogenesis). Phối sinh và mẫu sinh đều là những dạng biến thể của hình thức trinh sản, cả hai giống nhau ở điểm là phải có sự xuất hiện của tinh trùng chỉ để kích thích sự phát triển của noãn, nhưng tinh trùng sau đó lại bị loại bỏ trước khi kết hợp được với noãn, tức thế hệ con chỉ mang vật liệu di truyền của cá thể mẹ.
Cá cái của loài P. monacha có tính ăn thịt đồng loại cao, trái ngược hoàn toàn so với cá cái của P. lucida. Chính vì thế, cá con của P. monacha luôn bơi gần đáy để lẩn trốn cá mẹ, trong khi đó, cá con của P. lucida lại bơi tự do xung quanh mẹ của chúng. Phép lai giữa hai loài cá này đã làm giảm đi tính ăn thịt đồng loại ở các đời con lai của chúng.

## Mô tả
Cá cái của loài P. lucida có chiều dài cơ thể tối đa được ghi nhận là 5 cm; ở cá đực, chiều dài cơ thể tối đa được ghi nhận là 3 cm.